# Kaarle Jansson
Kaarle Edvard „Eetu” Jansson (ur. 10 września 1888 w Lohji, zm. 18 lutego 1929 w Nokii) – fiński gimnastyk, olimpijczyk.
Uczestniczył w rywalizacji na V Letnich Igrzyskach Olimpijskich rozgrywanych w Sztokholmie w 1912 roku. Startował tam w jednej konkurencji gimnastycznej. W wieloboju indywidualnym, z wynikiem 103 punkty, zajął 31. miejsce na 44 startujących zawodników.